# 乌苏里荨麻
乌苏里荨麻（学名：Urtica laetevirens sp. cyanescens）为荨麻科荨麻属下的一个亚种。

## 扩展阅读
- 維基物種上的相關：乌苏里荨麻